# Крепо, Максим
Макси́м Крепо́ (фр. Maxime Crépeau; 11 мая 1994, Гринфилд-Парк, Квебек, Канада) — канадский футболист, вратарь клуба «Лос-Анджелес» и сборной Канады.

## Карьера

### Клубная
Максим Крепо вступил в футбольную академию «Монреаль Импакт» в 2010 году. После трёх сезонов подписал контракт по правилу доморощенного игрока сроком на четыре года с основной командой. Не сыграв ни одного матча в чемпионате 2015 года, Крепо был переведён в фарм-клуб «Монреаль», выступавший в USL. Дебют за резервную команду состоялся 2 мая 2015 года в матче против «Рочестер Райнос». Перед сезоном 2017 Крепо стал вторым вратарём «Импакт» после Эвана Буша. В MLS дебютировал 29 июля 2017 года в матче против «Нью-Йорк Ред Буллз», в котором, выйдя в стартовом составе, пропустил четыре мяча. Крепо выразил желание получать регулярную игровую практику в 2018 году, и поэтому был отдан в аренду аффилированному клубу из USL «Оттава Фьюри» на полный сезон. В мае 2018 года оставлял свои ворота «сухими» в шести матчах подряд, за что был признан игроком месяца в USL. Установил новый рекорд USL по «сухим» матчам, отыграв 15 матчей на ноль, и по итогам сезона 2018 был включён в первую символическую сборную лиги и был назван вратарём года в USL.
9 декабря 2018 года «Монреаль Импакт» обменял Крепо в «Ванкувер Уайткэпс» на $50 тыс. в целевых распределительных средствах и пик третьего раунда Супердрафта MLS 2020. За клуб из Британской Колумбии он дебютировал в матче первого тура сезона 2019 против «Миннесоты Юнайтед» 2 марта. 24 августа в матче против «Сан-Хосе Эртквейкс» Крепо совершил 16 сэйвов, таким образом побив на один сэйв рекорд MLS 22-летней давности, установленный Тони Меолой. 30 июля 2019 года Крепо подписал с «Ванкувер Уайткэпс» новый контракт до конца сезона 2022 с опцией продления на сезон 2023. 19 июля 2020 года в матче против «Сиэтл Саундерс» получил перелом большого пальца левой руки, из-за чего пропустил оставшуюся часть сезона.
20 января 2022 года Крепо был обменян в «Лос-Анджелес» на $1 млн в общих распределительных средствах, пик первого раунда Супердрафта MLS 2025 и дополнительные общие распределительные средства в зависимости от достижения им определённых показателей. За «Лос-Анджелес» дебютировал 26 февраля в матче стартового тура сезона 2022 против «Колорадо Рэпидз». 5 ноября в матче за Кубок MLS 2022, в котором «Лос-Анджелес» обыграл «Филадельфию Юнион» в серии послематчевых пенальти, Крепо получил перелом правой ноги, столкнувшись с нападающим соперников Кори Берком во втором экстра-тайме. По окончании сезона 2023 срок контракта Крепо с «Лос-Анджелесом» истёк и стороны провели переговоры о новом контракте.
17 января 2024 года Крепо на правах свободного агента подписал контракт с «Портленд Тимберс» до конца сезона 2025 с опцией продления на сезон 2026. За «Тимберс» дебютировал 2 марта в матче против «Ди Си Юнайтед».

### В сборной
Крепо выступал за сборные Канады различных возрастов начиная с 2011 года. Принимал участие в чемпионате КОНКАКАФ среди юношеских команд 2011, чемпионате мира по футболу среди юношеских команд 2011, чемпионате КОНКАКАФ среди молодёжных команд 2013.
Дебютировал в составе национальной сборной Канады 2 февраля 2016 года в товарищеском матче против США.
Крепо попал в заявку сборной Канады на Золотой кубок КОНКАКАФ 2017.
Крепо был включён в состав сборной Канады на Золотой кубок КОНКАКАФ 2019.
Был включён в состав сборной на Золотой кубок КОНКАКАФ 2021.
Крепо пропустил чемпионат мира 2022 из-за перелома голени, полученного в финале Кубка MLS.

## Достижения
Командные
«Монреаль Импакт»
- Победитель Первенства Канады (2): 2013, 2014

«Лос-Анджелес»
- Чемпион MLS (обладатель Кубка MLS): 2022
- Победитель регулярного чемпионата MLS: 2022

Индивидуальные
- Вратарь года в USL: 2018
- Член первой символической сборной USL: 2018